# مليكة أيين
مليكة أيين (بالإيطالية: Malika Ayane)‏ هي مغنية إيطالية، ولدت في 31 يناير 1984 في ميلانو في إيطاليا.

## وصلات خارجية
- الموقع الرسمي
- مليكة أيين على موقع IMDb (الإنجليزية)
- مليكة أيين على موقع ميوزك برينز (الإنجليزية)
- مليكة أيين على موقع أول ميوزيك (الإنجليزية)
- مليكة أيين على موقع ديسكوغز (الإنجليزية)